# Dženis Burnić
Dženis Burnić (* 22. Mai 1998 in Hamm) ist ein bosnisch-deutscher Fußballspieler. Er steht beim Karlsruher SC unter Vertrag und ist bosnischer Nationalspieler.

## Karriere

### Vereine
Burnić wechselte 2006 vom SV 26 Heessen in das Nachwuchsleistungszentrum von Borussia Dortmund und durchlief mehrere Nachwuchsmannschaften des Vereins. 2014 und 2015 wurde er mit der U17 des BVB Deutscher Meister, in den beiden darauffolgenden Jahren auch mit der U19, wobei er in der Saison der Meisterschaft acht Tore und 13 Torvorlagen beisteuerte. Im Sommer 2016 wurde der Defensivspieler in den Profikader des BVB integriert und saß am 14. Oktober beim Heimspiel gegen Hertha BSC erstmals auf der Bank der Bundesligamannschaft, kam aber nicht zum Einsatz. Seinen ersten Profi-Einsatz absolvierte Burnić beim Champions-League-Auswärtsspiel gegen Sporting Lissabon, als er in der Nachspielzeit eingewechselt wurde. Sein erstes Bundesligaspiel folgte am 11. Februar 2017 bei der 1:2-Niederlage Dortmunds gegen den SV Darmstadt 98. Es blieb sein einziges Bundesligaspiel in jener Saison.
Zur Saison 2017/18 wurde er für eine Saison an den Ligakonkurrenten VfB Stuttgart verliehen. Burnić belegte mit den Stuttgartern den siebten Tabellenplatz, kam allerdings in der Bundesliga zu lediglich sechs Einsätzen. Während der Zeit in Stuttgart sorgte er für einen Bundesligarekord, als er im Spiel beim HSV bereits nach 12 Minuten mit gelb-rot vom Platz gestellt wurde.
Im Sommer 2018 kehrte Burnić zum BVB zurück. Nachdem er in der Folge nur in der Regionalliga eingesetzt worden war, wurde der Defensivspieler Ende Januar 2019 bis zum Ende der Saison 2018/19 an den Zweitligisten Dynamo Dresden verliehen. Für Dynamo stand Burnić zwölfmal auf dem Platz und wurde mit der Mannschaft am Ende Tabellenzwölfter. Zur Saison 2019/20 verlängerte Burnić seinen Vertrag beim BVB bis zum 30. Juni 2021 und gleichzeitig seinen Leihvertrag bei Dynamo Dresden bis Juni 2020. Der Defensivspieler kam, überwiegend von Beginn an, zu 23 weiteren Pflichtpartien für Dresden, spielte aber mit dem Verein ab Oktober 2019 gegen den Abstieg. Am 26. Spieltag, der aufgrund der COVID-19-Pandemie erst Anfang Juni 2020 ausgetragen wurde, zog sich Burnić eine Sprunggelenksverletzung zu und fiel langfristig aus. In seiner Abwesenheit stieg Dynamo als Tabellenletzter in die 3. Liga ab, woraufhin er den Verein verließ.
Burnić blieb in der 2. Bundesliga und wechselte zur Saison 2020/21 zum 1. FC Heidenheim, bei dem er einen Vertrag bis zum 30. Juni 2023 erhielt. Nach dem Aufstieg in die Bundesliga wurde sein Vertrag nicht verlängert.
Nach dem Auslaufen seines Vertrags unterschrieb er im Juli 2023 beim Karlsruher SC.

### Nationalmannschaft
Burnić bestritt bislang Länderspiele für alle Mannschaften ab der U15, darunter fünf für die U19 und zehn für die U20-Nationalmannschaft sowie vier für Deutschlands U21. Im Mai 2024 wurde er von Trainer Sergej Barbarez erstmals in den Kader der bosnisch-herzegowinischen Nationalmannschaft berufen. Bei der 0:3-Auswärtsniederlage gegen England am 3. Juni 2024 wurde Burnić in der 82. Spielminute für Armin Gigović eingewechselt und kam so zu seinem ersten Länderspieleinsatz.

## Titel
1. FC Heidenheim
- Deutscher Zweitligameister und Aufstieg in die Bundesliga: 2023

Borussia Dortmund
- Deutscher A-Junioren-Meister: 2016, 2017
- Meister der A-Junioren-Bundesliga West: 2016, 2017
- Deutscher B-Junioren-Meister: 2014, 2015
- Meister der B-Junioren-Bundesliga West: 2014, 2015

## Sonstiges
Neben der deutschen besitzt der Sohn bosnischer Eltern auch die bosnische Staatsbürgerschaft.